# 洋光台駅
洋光台駅（ようこうだいえき）は、神奈川県横浜市磯子区洋光台三丁目にある、東日本旅客鉄道（JR東日本）根岸線の駅である。駅番号はJK 04。

## 歴史
当駅は1970年（昭和45年）3月に開業した。当初は横浜方面からの終着駅であったが、3年後に当駅から大船駅までが開通した。
開業以前の駅周辺は「矢部野」という名の小さな農村地区であった。駅の開業と前後して大々的に開発が行われ、同駅開業の3ヵ月後に入居が開始され、現在では横浜や東京への通勤者が生活する住宅密集地の中の駅となった。 
開業前の仮称は地名から矢部野駅とされていた。当駅開業後周辺の地名も洋光台に改称され、今日では矢部野の名称は根岸線の中では当駅港南台寄りの「矢部野トンネル」や根岸線の上に架かる洋光台通りの陸橋「矢部野橋」にとどまる。なお、洋光台という地名は東京湾から昇る朝日に因んでいるといわれる。
開業からしばらくは現在の1面2線の内、1番線のみの単線（2番線側はスペースのみの未施工）だった時期がある。現在では、閉そく区間内の停留所となり、終着駅だった面影はほとんど見受けられない。

### 年表
- 1966年（昭和41年）
  - 8月9日：根岸線第2期工事（磯子 ‐ 大船間）の許可が下りる[4]。
  - 12月12日：日本住宅公団　洋光台団地起工式挙行[4]。
- 1970年（昭和45年）
  - 3月17日：国鉄根岸線が磯子駅から当駅まで延伸開業[4]。
  - 6月1日：洋光台団地の入居開始[4]。
- 1973年（昭和48年）4月9日：根岸線が大船駅まで延伸し全通[5]。途中駅となる。
- 1987年（昭和62年）4月1日：国鉄分割民営化により、JR東日本の駅となる[6]。
- 1994年（平成6年）2月9日：自動改札機を設置[7]。
- 2001年（平成13年）11月18日：ICカード「Suica」供用開始。
- 2025年（令和7年）7月5日：スマートホームドアの使用を開始[8]。

## 駅構造
島式ホーム1面2線を有する地上駅。ホームは切り通し部分に設けられており、ホームの上空に設けられた橋上駅舎は周囲の地面と同じ高さにある。
業務委託駅（JR東日本ステーションサービス委託）で、大船駅が当駅を管理しており、自動改札機・多機能券売機・指定席券売機が設置されている。JRの特定都区市内制度における「横浜市内」の駅である。なお、お客さまサポートコールシステムが導入されており、早朝は遠隔対応のため改札係員は不在となる。

### のりば
| 番線 | 路線   | 方向 | 行先                         | 備考           |
| ---- | ------ | ---- | ---------------------------- | -------------- |
| 1    | 根岸線 | 下り | 大船方面                     |                |
| 2    | 根岸線 | 上り | 新杉田・横浜・東京・大宮方面 | 京浜東北線直通 |
| 2    | 横浜線 | -    | 新横浜・町田・八王子方面     | 朝晩のみ運転   |

（出典:JR東日本：駅構内図）

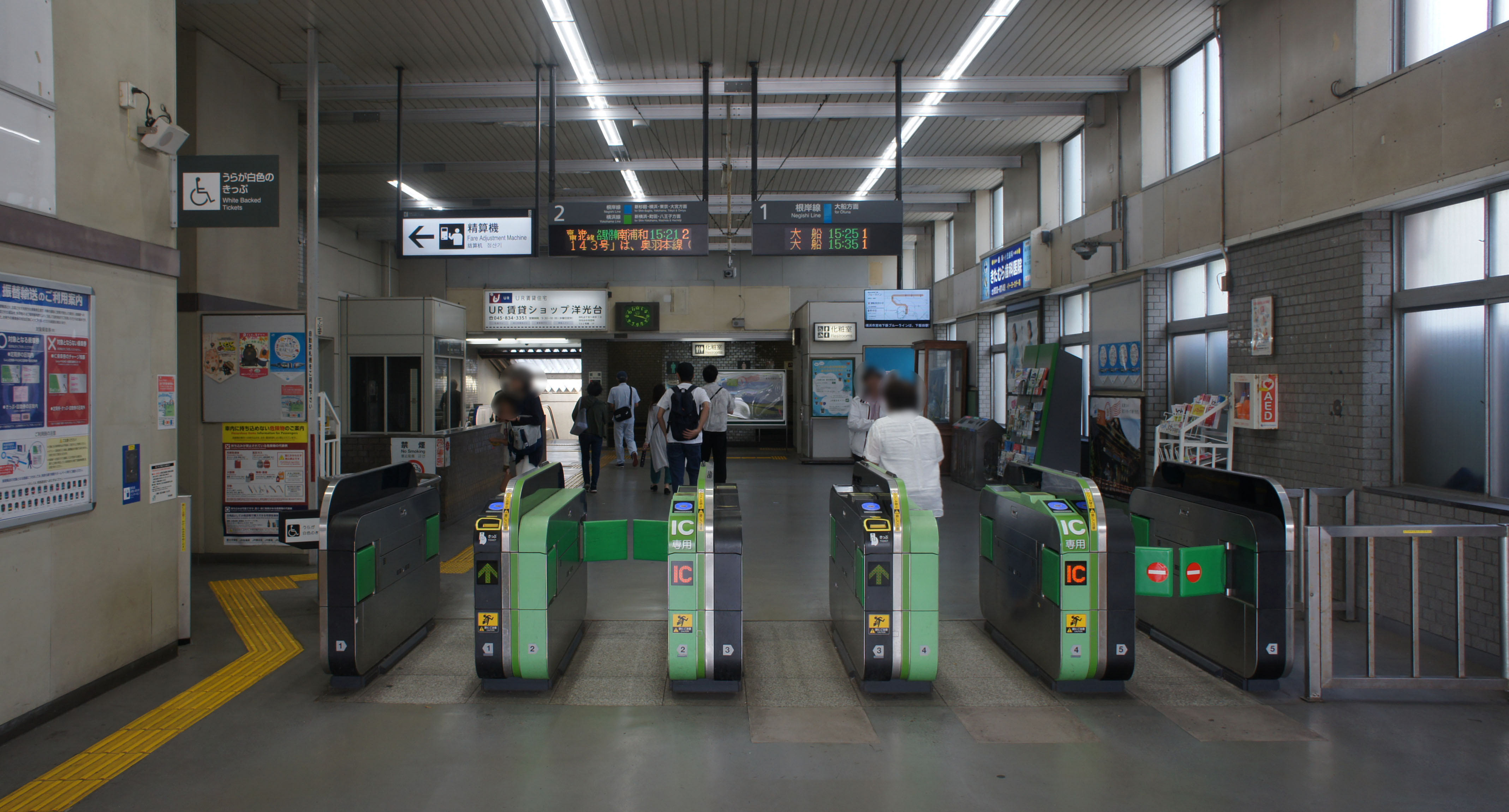
改札口（2019年6月）
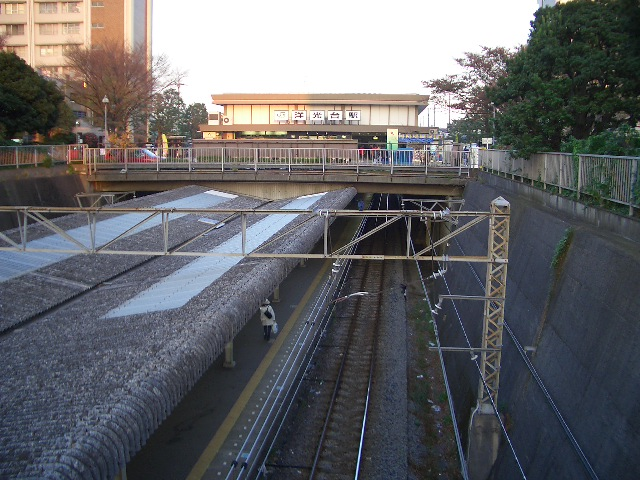
大船方から駅舎とホームを望む（2004年11月）
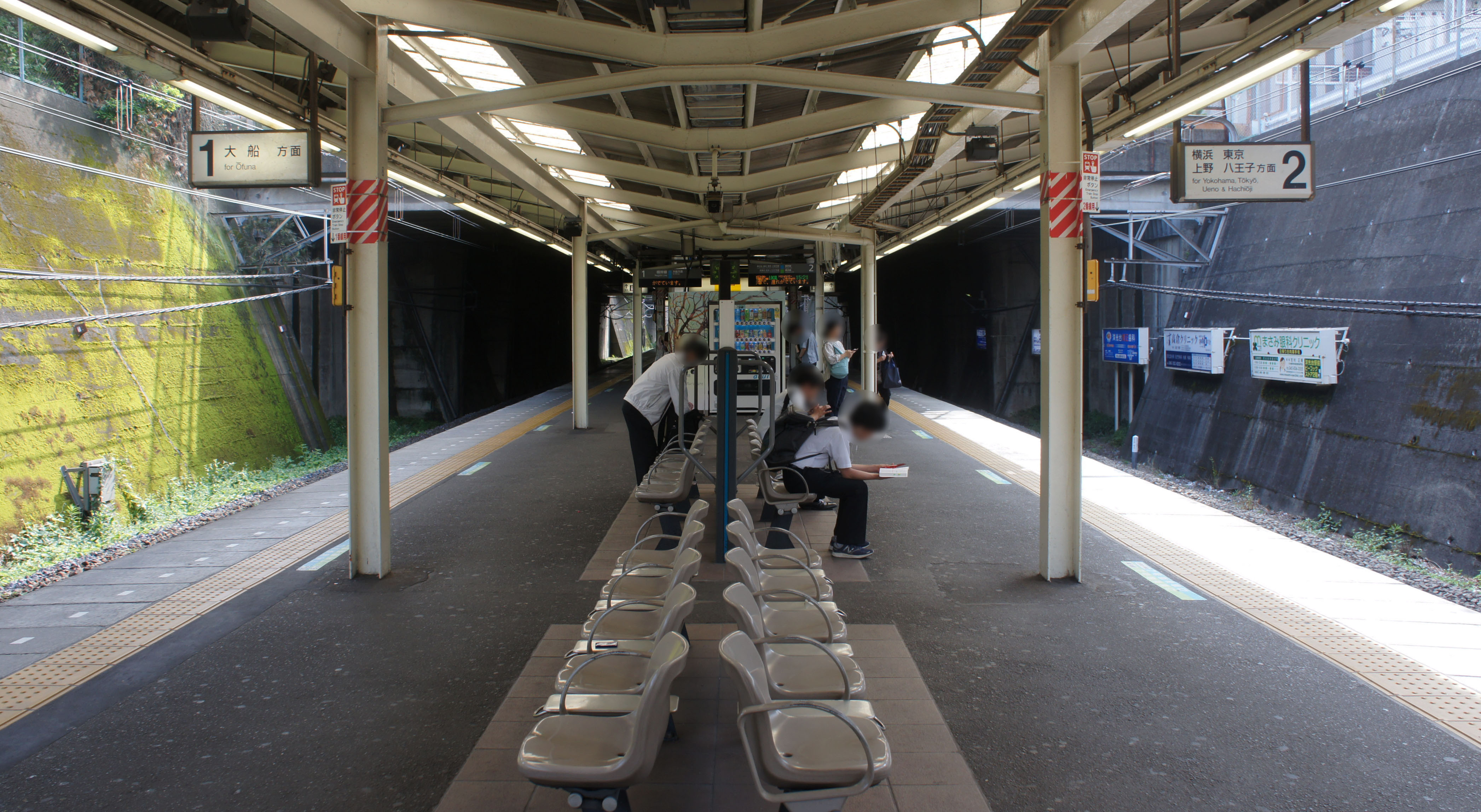
ホーム（2019年6月）

## 利用状況
2023年度（令和5年度）の1日平均乗車人員は18,049人である。
1991年度（平成3年度）以降の推移は下記の通り。
| 年度               | 1日平均 乗車人員 |
| ------------------ | ---------------- |
| 1991年（平成03年） | 26,939           |
| 1992年（平成04年） | 27,025           |
| 1993年（平成05年） | 26,961           |
| 1994年（平成06年） | 26,966           |
| 1995年（平成07年） | 26,469           |
| 1996年（平成08年） | 26,162           |
| 1997年（平成09年） | 25,177           |
| 1998年（平成10年） | 24,604           |
| 1999年（平成11年） | 23,858           |
| 2000年（平成12年） | 23,293           |
| 2001年（平成13年） | 22,848           |
| 2002年（平成14年） | 22,525           |
| 2003年（平成15年） | 22,261           |
| 2004年（平成16年） | 22,005           |
| 2005年（平成17年） | 21,959           |
| 2006年（平成18年） | 22,061           |
| 2007年（平成19年） | 22,314           |
| 2008年（平成20年） | 21,989           |
| 2009年（平成21年） | 21,657           |
| 2010年（平成22年） | 21,304           |
| 2011年（平成23年） | 20,890           |
| 2012年（平成24年） | 21,027           |
| 2013年（平成25年） | 21,243           |
| 2014年（平成26年） | 20,691           |
| 2015年（平成27年） | 20,780           |
| 2016年（平成28年） | 20,616           |
| 2017年（平成29年） | 20,465           |
| 2018年（平成30年） | 20,345           |
| 2019年（令和元年） | 20,064           |
| 2020年（令和02年） | 15,654           |
| 2021年（令和03年） | 16,337           |
| 2022年（令和04年） | 17,366           |
| 2023年（令和05年） | 18,049           |

## 駅周辺
- 東急ストア洋光台店
  - ダイソー東急ストア洋光台店
- ピーコックストア（旧松坂屋ストア） 洋光台店
- イトーヨーカドー 洋光台店
- オリンピック 洋光台店
- ショップ27
- サンモール商店街
- マツモトキヨシ
- ハックドラッグ
- コナミスポーツクラブ洋光台（旧ピープル）
- 洋光台駅前郵便局
- はまぎん こども宇宙科学館
- 横浜市こどもログハウス おもしろハウス（洋光台駅前公園内）
- 港南台インターチェンジ - 横浜横須賀道路
- 神奈川県立磯子高等学校
- 神奈川県立横浜南陵高等学校
- 神奈川県立氷取沢高等学校
- 磯子カンツリークラブ
- 洋光台西公園
- 洋光台南公園
- 洋光台北公園
- ひろば公園
- 日野公園墓地
- 円海山
- 横浜信用金庫 栗木支店

## バス路線
「洋光台駅」停留所にて、以下の路線バスが発着する。
| のりば | 運行事業者   | 系統・行先                                                                   | 備考                                                    |
| ------ | ------------ | ---------------------------------------------------------------------------- | ------------------------------------------------------- |
| 1      | 横浜市営バス | - 45：京急ニュータウン・上永谷駅・港南台駅 - 111：港南台駅                   | 「45」の京急ニュータウン行は土休日夜間1便のみ運行       |
| 2      | 横浜市営バス | - 107：上中里団地循環・さわの里小学校                                        |                                                         |
| 3      | 横浜市営バス | 111：上大岡駅                                                                |                                                         |
| 3      | 江ノ電バス   | - A1・A15：上大岡駅 - A12：関の上                                            | - 「A12」は夜間1便のみ運行 - 「A15」は平日朝1便のみ運行 |
| 3      | 京浜急行バス | 洋1：金沢文庫駅西口・氷取沢                                                  | 氷取沢行は夜間1便のみ運行                               |
| 4      | 横浜市営バス | - 76：港南車庫 - 112：上永谷駅・野庭中央公園                                 | 「112」の野庭中央公園行は休日夜間1便のみ運行            |
| 4      | 江ノ電バス   | - D1：上大岡駅 - D12：雑色 - D2：プラウドシーズン - D4：磯子駅 - D41：温室前 |                                                         |

## 隣の駅
東日本旅客鉄道（JR東日本）
 根岸線
■快速・■■各駅停車
新杉田駅 (JK 05) - 洋光台駅 (JK 04) - 港南台駅 (JK 03)

### 記事本文
1. 1 2  事業エリアマップ - JR東日本ステーションサービス.2021年9月14日閲覧
2. 1 2 3 4  “駅の情報（洋光台駅）：JR東日本”.   東日本旅客鉄道. 2023年11月22日時点のオリジナルよりアーカイブ。2023年11月23日閲覧。
3. ↑  根岸線が区民を招いた - ウェイバックマシン（2014年7月25日アーカイブ分） - 横浜市磯子区区政推進課（広報相談係）
4. 1 2 3 4  磯子区歴史年表　昭和21年～45年 磯子区総務部
5. ↑  磯子区歴史年表　昭和46年～平成10年 磯子区総務部
6. ↑  石野哲 編『停車場変遷大事典 国鉄・JR編』 II（初版）、JTB、1998年10月1日、80頁。ISBN 978-4-533-02980-6。
7. ↑  「JR年表」『JR気動車客車編成表 '94年版』ジェー・アール・アール、1994年7月1日、187頁。ISBN 4-88283-115-5。
8. ↑  『2025年度のホームドア整備計画について』（PDF）（プレスリリース）東日本旅客鉄道、2025年3月3日。2025年3月3日閲覧。
9. ↑  神奈川県県勢要覧
10. ↑  横浜市統計書 - 横浜市
11. ↑  線区別駅別乗車人員（1日平均）の推移 (PDF)  - 18ページ

### 利用状況
JR東日本の2000年度以降の乗車人員
1. ↑  各駅の乗車人員（2000年度） - JR東日本
2. ↑  各駅の乗車人員（2001年度） - JR東日本
3. ↑  各駅の乗車人員（2002年度） - JR東日本
4. ↑  各駅の乗車人員（2003年度） - JR東日本
5. ↑  各駅の乗車人員（2004年度） - JR東日本
6. ↑  各駅の乗車人員（2005年度） - JR東日本
7. ↑  各駅の乗車人員（2006年度） - JR東日本
8. ↑  各駅の乗車人員（2007年度） - JR東日本
9. ↑  各駅の乗車人員（2008年度） - JR東日本
10. ↑  各駅の乗車人員（2009年度） - JR東日本
11. ↑  各駅の乗車人員（2010年度） - JR東日本
12. ↑  各駅の乗車人員（2011年度） - JR東日本
13. ↑  各駅の乗車人員（2012年度） - JR東日本
14. ↑  各駅の乗車人員（2013年度） - JR東日本
15. ↑  各駅の乗車人員（2014年度） - JR東日本
16. ↑  各駅の乗車人員（2015年度） - JR東日本
17. ↑  各駅の乗車人員（2016年度） - JR東日本
18. ↑  各駅の乗車人員（2017年度） - JR東日本
19. ↑  各駅の乗車人員（2018年度） - JR東日本
20. ↑  各駅の乗車人員（2019年度） - JR東日本
21. ↑  各駅の乗車人員（2020年度） - JR東日本
22. ↑  各駅の乗車人員（2021年度） - JR東日本
23. ↑  各駅の乗車人員（2022年度） - JR東日本
24. ↑  各駅の乗車人員（2023年度） - JR東日本